# مالکولم هاوارد
مالکولم هاوارد (انگلیسی: Malcolm Howard؛ زادهٔ ۷ فوریهٔ ۱۹۸۳) قایقران روئینگ اهل کانادا است.